# 出羽海部屋
出羽海部屋（日语：／ Dewanoumi-Beya），是从属于日本相撲協會出羽海一門的相扑部屋，亦是出羽海一门十三部屋之本家，曾培养出多位大关、9位横纲（系史上最多）及3任日本相扑协会理事长。现任师匠为出羽海昭和。

## 歴史
出羽之海部屋最早是在19世紀初（寬政年間）由前幕內力士出羽海運右衛門引退後成立，並培養出大關・市野上淺右衛門。現在的出羽海部屋是由第三代出羽之海親方桂川立吉於1862年（文久年間）成立。第四代出羽之海親方則是由前幕内力士常陸山虎吉出任，他在任時培養出了第19代橫綱常陸山谷右衛門，也宣告部屋即將迎來興盛期。
出羽之海部屋的崛起要歸功於第19代橫綱常陸山，他在1914年引退後成為第五代出羽之海，部屋在他的領導下培養出大錦卯一郎、栃木山守也、常乃花寬市三名橫綱以及對馬洋彌吉、九州山十郎、大之里萬助、常陸岩英太郎四位大關。從1917年的1月場所至1921年的6月場所，部屋達成了10次連續優勝的紀錄（栃木山5次、大錦4次、常乃花1次），至今仍未被打破（但曾被九重部屋追平）。五代出羽之海規定引退的關取要留在部屋不得分家（唯一例外是春日野部屋），這確保了部屋在相撲界的領導地位，多位橫綱也曾出任協會理事長。
第六代出羽之海由兩國梶之助繼承，他在任的期間將年寄名中的「之」字去掉，變更為出羽海，部屋也隨之改稱為「出羽海部屋」，並沿用至今。第57代橫綱三重乃海剛司是第一位被批准分家的親方，他成立了自己的武藏川部屋（之後陸續有分家的情況）。部屋長期的負責人佐田之山晉松在1996年把部屋交給弟子鷲羽山，而另一位關取普天王也在2010年7月降級幕下，這使部屋自1898年以來第一次沒任何關取，這種情況一直持續到出羽疾風晉升為十兩級別參加2014年11月的比賽（他僅獲得5場胜利，並立即被降級）。在2015年1月，原前頭鳥羽之山宣布退休，其他兩位力士出羽鳳太一和出羽之郷秀之也宣佈退休，然而不久之後，部屋招募到大學生出身的御嶽海久司，他在2015年7月迅速晉升為十兩，並在2016年1月迅速晉升為幕內力士。自1982年以來，他成為部屋的第一位大關，和7月自1980年三重乃海以來，2018年首次贏得幕內優勝。
這部屋力士的四股名都有出羽之、小城、海字。

## 外部連結
- Official site （页面存档备份，存于）
- Japan Sumo Association profile （页面存档备份，存于）

35°41′33″N 139°47′33″E / 35.6924°N 139.7926°E